# Armando Alonso
Armando Alonso Rodríguez (San José, 21 marzo 1984) è un ex calciatore costaricano, di ruolo centrocampista.

## Carriera

### Club
Debutta in Costa Rica col Deportivo Saprissa nella stagione 2003-2004. Nel 2005 passò in prestito alla squadra del Cartaginés. Quindi ritorna al Saprissa.

### Nazionale
Alonso è anche un membro della squadra Nazionale della Costa Rica con la quale ha fatto il suo esordio il 26 marzo 2008 ed è chiamato per le partite di qualificazione alla Coppa del Mondo FIFA del 2010 in Sudafrica. Con la Nazionale Giovanile è andato in competizione nella Coppa del Mondo FIFA Under-17 del 2001 in Trinidad e Tobago.